# Гуйса, Мартин
Мартин Гуйса (словац. Martin Hujsa; род. 9 сентября 1979 года, Скалица, Чехословакия) — словацкий хоккеист, левый нападающий.

## Карьера
Воспитанник хоккейной школы ХК «Скалица». Выступал за ХК «Скалица», «Слован» (Братислава), «Литвинов», «Иртыш» (Павлодар), «Брест» (Франция), «Ницца» (Франция), ХК «Нове Замки».
В словацкой экстралиге провёл 727 игр, набрал 620 очков (291 шайба + 329 передач), в чешской Экстралиге — 55 игр, 24 очка (14+10), в чемпионате Казахстана — 203 игры, 216 очков (100+116), в чемпионате Франции — 42 игры, 31 очко (15+16), в словацкой первой лиге — 109 игр, 107 очков (37+70), в европейских кубках (Кубок чемпионов, Лига чемпионов, Континентальный кубок) — 15 игр, 12 очков (5+7).
В составе национальной сборной Словакии провел 23 матча (4 гола). В составе молодежной сборной Словакии участник чемпионата мира 1999 (6 игр, 0+1).
Всего за карьеру в сборной и клубах провёл 1180 игр, забил 466 голов.

## Достижения
- Обладатель Континентального кубка (2004).
- Чемпион Словакии (2005, 2007, 2008), серебряный призёр (2010), бронзовый (2004, 2009).
- Чемпион Казахстана (2013, 2014, 2015).
- Обладатель кубка Казахстана (2014).